# Seznam medailistek ve veslování na mistrovství světa
Tento seznam uvádí přehled medailistek na mistrovství světa ve veslování které byly na programu světových šampionátů které pořádá Mezinárodní veslařská federace (FISA).

## Medailistky

### Skif
| Rok  | Místo            | Zlato                                            | Stříbro                                            | Bronz                                                |
| ---- | ---------------- | ------------------------------------------------ | -------------------------------------------------- | ---------------------------------------------------- |
| 1974 | Lucern           | Východní Německo Christine Scheiblichová         | Sovětský svaz Genovaitė Ramoškienė                 | Belgie Christine Wasterlainová                       |
| 1975 | Nottingham       | Východní Německo Christine Scheiblichová         | Maďarsko Mariann Ambrusová                         | Sovětský svaz Genovaitė Ramoškienė                   |
| 1976 | Villach          | závod nebyl na programu                          | závod nebyl na programu                            | závod nebyl na programu                              |
| 1977 | Amsterdam        | Východní Německo Christine Scheiblichová         | Bulharská lidová republika Iskra Velinovová        | Maďarsko Mariann Ambrusová                           |
| 1978 | Karapiro a Kodaň | Východní Německo Christine Scheiblichová         | Sovětský svaz Anna Kondrašinová                    | Maďarsko Mariann Ambrusová                           |
| 1979 | Bled             | Rumunská socialistická republika Sanda Tomaová   | Východní Německo Martina Schröterová               | Nizozemsko Hette Borriasová                          |
| 1980 | Hazewinkel       | závod nebyl na programu                          | závod nebyl na programu                            | závod nebyl na programu                              |
| 1981 | Mnichov          | Rumunská socialistická republika Sanda Tomaová   | Spojené království Beryl Mitchellová               | Sovětský svaz Irina Fetisovová                       |
| 1982 | Lucern           | Sovětský svaz Irina Fetisovová                   | Rumunská socialistická republika Valeria Răcilăová | Nový Zéland Stephanie Fosterová                      |
| 1983 | Duisburg         | Východní Německo Jutta Hampeová-Behrendtová      | Sovětský svaz Irina Fetisovová                     | USA Virginia Gilderová                               |
| 1984 | Montréal         | závod nebyl na programu                          | závod nebyl na programu                            | závod nebyl na programu                              |
| 1985 | Hazewinkel       | Východní Německo Cornelia Linseová               | Rumunská socialistická republika Valeria Răcilăová | USA Anne Mardenová                                   |
| 1986 | Nottingham       | Východní Německo Jutta Hampeová-Behrendtová      | Bulharská lidová republika Magdalena Georgievová   | Sovětský svaz Antonina Machinová                     |
| 1987 | Kodaň            | Bulharská lidová republika Magdalena Georgievová | Východní Německo Martina Schröterová               | Rumunská socialistická republika Mărioara Popescuová |
| 1988 | Milán            | závod nebyl na programu                          | závod nebyl na programu                            | závod nebyl na programu                              |
| 1989 | Bled             | Rumunsko Elisabeta Lipăová                       | Východní Německo Birgit Peterová                   | Maďarsko Katalin Sarlosová                           |
| 1990 | Lake Barrington  | Východní Německo Birgit Peterová                 | Kanada Silken Laumannová                           | Západní Německo Titie Jordacheová                    |
| 1991 | Vídeň            | Kanada Silken Laumannová                         | Rumunsko Elisabeta Lipăová                         | Belgie Annelies Bredaelová                           |
| 1992 | Montréal         | závod nebyl na programu                          | závod nebyl na programu                            | závod nebyl na programu                              |
| 1993 | Račice           | Německo Jana Thiemeová                           | Kanada Marnie McBeanová                            | Dánsko Trine Hansenová                               |
| 1994 | Indianapolis     | Dánsko Trine Hansenová                           | Německo Kathrin Boronová                           | Belgie Annelies Bredaelová                           |
| 1995 | Tampere          | Švédsko Maria Brandinová                         | Kanada Silken Laumannová                           | Belgie Annelies Bredaelová                           |
| 1996 | Motherwell       | závod nebyl na programu                          | závod nebyl na programu                            | závod nebyl na programu                              |
| 1997 | Aiguebelette     | Bělorusko Jekatěrina Karstenová                  | Dánsko Trine Hansenová                             | Švédsko Maria Brandinová                             |
| 1998 | Kolín nad Rýnem  | Rusko Irina Fedotovová                           | Německo Katrin Rutschowová                         | Švédsko Maria Brandinová                             |
| 1999 | Catharines       | Bělorusko Jekatěrina Karstenová                  | Německo Katrin Rutschowová                         | Bulharsko Rumjana Nejkovová                          |
| 2000 | Záhřeb           | závod nebyl na programu                          | závod nebyl na programu                            | závod nebyl na programu                              |
| 2001 | Lucern           | Německo Katrin Rutschowová                       | Rusko Julia Levinová                               | Bělorusko Jekatěrina Karstenová                      |
| 2002 | Sevilla          | Bulharsko Rumjana Nejkovová                      | Bělorusko Jekatěrina Karstenová                    | Německo Katrin Rutschowová                           |
| 2003 | Milán            | Bulharsko Rumjana Nejkovová                      | Německo Katrin Rutschowová                         | Bělorusko Jekatěrina Karstenová                      |
| 2004 | Banyoles         | závod nebyl na programu                          | závod nebyl na programu                            | závod nebyl na programu                              |
| 2005 | Kaizu            | Bělorusko Jekatěrina Karstenová                  | Česko Miroslava Knapková                           | Spojené státy americké Michelle Guerette             |
| 2006 | Eton Lake        | Bělorusko Jekatěrina Karstenová                  | Česko Miroslava Knapková                           | Švédsko Frida Svenssonová                            |
| 2007 | Mnichov          | Bělorusko Jekatěrina Karstenová                  | Bulharsko Rumjana Nejkovová                        | USA Michelle Guerette                                |
| 2008 | Ottensheim       | závod nebyl na programu                          | závod nebyl na programu                            | závod nebyl na programu                              |
| 2009 | Poznaň           | Bělorusko Jekatěrina Karstenová                  | Spojené království Katherine Graingerová           | Česko Miroslava Knapková                             |
| 2010 | Karapiro         | Švédsko Frida Svenssonová                        | Bělorusko Jekatěrina Karstenová                    | Nový Zéland Emma Twiggová                            |
| 2011 | Bled             | Česko Mirka Knapková                             | Bělorusko Jekatěrina Karstenová                    | Nový Zéland Emma Twiggová                            |
| 2012 | Plovdiv          | závod nebyl na programu                          | závod nebyl na programu                            | závod nebyl na programu                              |
| 2013 | Čchungdžu        | Austrálie Kim Crowová                            | Nový Zéland Emma Twiggová                          | Česko Miroslava Knapková                             |
| 2014 | Amsterdam        | Nový Zéland Emma Twiggová                        | Austrálie Kim Crowová                              | Čína Tuan Ťing-li                                    |
| 2015 | Aiguebelette     | Austrálie Kim Crowová                            | Česko Miroslava Knapková                           | Čína Tuan Ťing-li                                    |
| 2016 | Rotterdam        | závod nebyl na programu                          | závod nebyl na programu                            | závod nebyl na programu                              |
| 2017 | Sarasota         | Švýcarsko Jeannine Gmelinová                     | Spojené království Victoria Thornleyová            | Rakousko Magdalena Lobnigová                         |
| 2018 | Plovdiv          | Irsko Sanita Pušpureová                          | Švýcarsko Jeannine Gmelinová                       | Rakousko Magdalena Lobnigová                         |
| 2019 | Ottensheim       | Irsko Sanita Pušpureová                          | Nový Zéland Emma Twiggová                          | USA Kara Kohlerová                                   |
| 2021 | Šanghaj          | závod zrušen kvůli COVIDU                        | závod zrušen kvůli COVIDU                          | závod zrušen kvůli COVIDU                            |
| 2022 | Račice           | Nizozemsko Karolien Florijnová                   | Nový Zéland Emma Twiggová                          | Austrálie Tara Rigneyová                             |
| 2023 | Bělehrad         | Nizozemsko Karolien Florijnová                   | Nový Zéland Emma Twiggová                          | Austrálie Tara Rigneyová                             |

### Dvojskif
| Rok  | Místo            | Zlato                                                                   | Stříbro                                                                 | Bronz                                                                   |
| ---- | ---------------- | ----------------------------------------------------------------------- | ----------------------------------------------------------------------- | ----------------------------------------------------------------------- |
| 1974 | Lucern           | Sovětský svaz Jelena Antonovová Galina Jermolajevová                    | Západní Německo Astrid Hohlová Regine Adamová                           | Východní Německo Gisela Medefindtová Rita Schmidtová                    |
| 1975 | Nottingham       | Sovětský svaz Jelena Antonovová Galina Jermolajevová                    | Východní Německo Sabine Jahován Petra Boeslerová                        | Bulharská lidová republika Světla Ocetovová Zdravka Jordanovová         |
| 1976 | Villach          | závod nebyl na programu                                                 | závod nebyl na programu                                                 | závod nebyl na programu                                                 |
| 1977 | Amsterdam        | Východní Německo Anke Borchmannová Roswietha Reichelová                 | Bulharská lidová republika Světla Ocetovová Zdravka Jordanovová         | USA Elizabeth Hillsová-O’Learyová Lisa Hansenová Stoneová               |
| 1978 | Karapiro a Kodaň | Bulharská lidová republika Světla Ocetovová Zdravka Jordanovová         | Sovětský svaz Ludmila Parfjonovová Eleonora Kaminskaitė                 | USA Elizabeth Hillsová-O’Learyová Lisa Hansenová Stoneová               |
| 1979 | Bled             | Východní Německo Cornelia Linseová Heidi Westphalová                    | Bulharská lidová republika Světla Ocetovová Zdravka Jordanovová         | Rumunská socialistická republika Valeria Răcilă Olga Homeghi            |
| 1980 | Hazewinkel       | závod nebyl na programu                                                 | závod nebyl na programu                                                 | závod nebyl na programu                                                 |
| 1981 | Mnichov          | Sovětský svaz Margerita Kokarevičová Antonina Machinová                 | Východní Německo Kerstin Kirstová Jutta Hampeová-Behrendtová            | Bulharská lidová republika Iskra Velinovová Anka Bakovová               |
| 1982 | Lucern           | Sovětský svaz Jelena Bratišková Antonina Machinová                      | Východní Německo Kerstin Kirstová Martina Schröterová                   | Kanada Janice Masonová Lisa Royová                                      |
| 1983 | Duisburg         | Východní Německo Jutta Schenková-Plochová Martina Schröterová           | Sovětský svaz Jelena Matijevská Antonina Machinová                      | Rumunská socialistická republika Mărioara Popescu Elisabeta Lipă        |
| 1984 | Montréal         | závod nebyl na programu                                                 | závod nebyl na programu                                                 | závod nebyl na programu                                                 |
| 1985 | Hazewinkel       | Východní Německo Sylvia Schwabeová Martina Schröterová                  | Rumunská socialistická republika Mărioara Popescu Elisabeta Lipă        | Bulharská lidová republika Magdalena Georgievová Violeta Ninovová       |
| 1986 | Nottingham       | Východní Německo Sylvia Schwabeová Beate Schrammová                     | Rumunská socialistická republika Veronica Cochelea Elisabeta Lipă       | Nový Zéland Robin Clarke Stephanie Fosterová                            |
| 1987 | Kodaň            | Bulharská lidová republika Stefka Madinová Violeta Ninovová             | Rumunská socialistická republika Elisabeta Lipă Liliana Genesová        | USA Anne Mardenová Barbara Kirchová                                     |
| 1988 | Milán            | závod nebyl na programu                                                 | závod nebyl na programu                                                 | závod nebyl na programu                                                 |
| 1989 | Bled             | Východní Německo Jana Sorgersová-Rauová Beate Schrammová                | Rumunsko Veronica Cochela-Cogeanu Elisabeta Lipă                        | Bulharsko Pavlina Alexandrovová Magdalena Georgievová                   |
| 1990 | Lake Barrington  | Východní Německo Kathrin Boronová Beate Schrammová                      | Sovětský svaz Inna Frolovová Taťána Ustjužaninová                       | USA Kristine Karlsonová Alison Townley                                  |
| 1991 | Vídeň            | Německo Kathrin Boronová Beate Schrammová                               | Rumunsko Anișoara Bălanová Elisabeta Lipă                               | Sovětský svaz Jekatěrina Karstenová Sarija Zakirovová                   |
| 1992 | Montréal         | závod nebyl na programu                                                 | závod nebyl na programu                                                 | závod nebyl na programu                                                 |
| 1993 | Račice           | Nový Zéland Philippa Bakerová Brenda Lawsonová                          | Německo Kathrin Boronová Kerstin Köppenová                              | Bulharsko Galina Kamenovová Daniela Oronovová                           |
| 1994 | Indianapolis     | Nový Zéland Philippa Bakerová Brenda Lawsonová                          | Kanada Kathleen Heddleová Marnie McBeanová                              | Německo Angela Schusterová Jana Thiemeová                               |
| 1995 | Tampere          | Kanada Kathleen Heddleová Marnie McBeanová                              | Nizozemsko Eeke van Nesová Irene Eijsová                                | Nový Zéland Philippa Bakerová Brenda Lawsonová                          |
| 1996 | Motherwell       | závod nebyl na programu                                                 | závod nebyl na programu                                                 | závod nebyl na programu                                                 |
| 1997 | Aiguebelette     | Německo Kathrin Boronová Meike Eversová                                 | Spojené království Miriam Battenová Gillian Lindsay                     | Rumunsko Liliana Gafencuová Viorica Susanuová                           |
| 1998 | Kolín nad Rýnem  | Spojené království Miriam Battenová Gillian Linsday                     | Nizozemsko Pieta van Dishoecková Eeke van Nesová                        | Rumunsko Doina Ignatová Ioana Olteanu                                   |
| 1999 | Catharines       | Německo Kathrin Boronová Jana Thiemeová                                 | Čína Lin Liu Xiuyun Zhang                                               | Nizozemsko Pieta van Dishoecková Eeke van Nesová                        |
| 2000 | Záhřeb           | závod nebyl na programu                                                 | závod nebyl na programu                                                 | závod nebyl na programu                                                 |
| 2001 | Lucern           | Německo Kathrin Boronová Kerstin El Qalqili-Kowalski                    | Nový Zéland Georgina Eversová-Swindellová Caroline Eversová-Swindellová | Bělorusko Jekatěrina Karstenová Volna Berazniova                        |
| 2002 | Sevilla          | Nový Zéland Georgina Eversová-Swindellová Caroline Eversová-Swindellová | Rusko Larisa Merková Irina Fedotovová                                   | Itálie Elisabetta Sancassani Gabriella Bascelli                         |
| 2003 | Milán            | Nový Zéland Georgina Eversová-Swindellová Caroline Eversová-Swindellová | Německo Britta Oppeltová Kathrin Boronová                               | Rusko Larisa Merková Irina Fedotovová                                   |
| 2004 | Banyoles         | závod nebyl na programu                                                 | závod nebyl na programu                                                 | závod nebyl na programu                                                 |
| 2005 | Kaizu            | Nový Zéland Georgina Eversová-Swindellová Caroline Eversová-Swindellová | Bulharsko Rumjana Nejkovová Miglena Markovová                           | Austrálie Amber Bradley Sally Kehoe                                     |
| 2006 | Eton Lake        | Austrálie Liz Kellová Brooke Pratley                                    | Německo Britta Oppeltová Susanne Schmidtová                             | Nový Zéland Georgina Eversová-Swindellová Caroline Eversová-Swindellová |
| 2007 | Mnichov          | Čína Li Qin Tian Liang                                                  | Nový Zéland Georgina Eversová-Swindellová Caroline Eversová-Swindellová | Spojené království Elise Lavericková Anna Bebingtonová                  |
| 2008 | Ottensheim       | závod nebyl na programu                                                 | závod nebyl na programu                                                 | závod nebyl na programu                                                 |
| 2009 | Poznaň           | Polsko Magdalena Fularczyková Julia Michalská                           | Spojené království Anna Watkinsová Annabel Vernonová                    | Bulharsko Rumjana Nejkovová Miglena Markovová                           |
| 2010 | Karapiro         | Spojené království Anna Watkinsová Katherine Graingerová                | Austrálie Kerry Hore Kim Crowová                                        | Polsko Magdalena Fularczyková Julia Michalská                           |
| 2011 | Bled             | Spojené království Anna Watkinsová Katherine Graingerová                | Austrálie Kerry Horeová Kim Crowová                                     | Nový Zéland Fiona Patersonová Anna Reymerová                            |
| 2012 | Plovdiv          | závod nebyl na programu                                                 | závod nebyl na programu                                                 | závod nebyl na programu                                                 |
| 2013 | Čchungdžu        | Litva Donata Vištartaitėová Milda Valčiukaitėová                        | Nový Zéland Fiona Bourke Zoe Stevensonová                               | Bělorusko Jekatěrina Karstenová Julija Bičyková                         |
| 2014 | Amsterdam        | Nový Zéland Fiona Bourkeová Zoe Stevensonová                            | Polsko Magdalena Fularczyková Natalia Madajová                          | Austrálie Olympia Alderseyová Sally Kehoeová                            |
| 2015 | Aiguebelette     | Nový Zéland Eve MacFarlaneová Zoe Stevensonová                          | Řecko Aikaterini Nikolaidouová Sofia Asoumanakiová                      | Německo Julia Lierová Mareike Adamsová                                  |
| 2016 | Rotterdam        | závod nebyl na programu                                                 | závod nebyl na programu                                                 | závod nebyl na programu                                                 |
| 2017 | Sarasota         | Nový Zéland Brooke Donoghueová Olivia Loeová                            | USA Meghan O'Learyová Ellen Tomeková                                    | Austrálie Olympia Alderseyová Madeleine Edmundsová                      |
| 2018 | Plovdiv          | Litva Milda Valčiukaitė Ieva Adomavičiūtė                               | Nový Zéland Brooke Donoghueová Olivia Loeová                            | USA Meghan O'Learyová Ellen Tomeková                                    |
| 2019 | Ottensheim       | Nový Zéland Brooke Donoghueová Olivia Loeová                            | Rumunsko Nicoleta-Ancuţa Bodnarová Simona Radișová                      | Nizozemsko Roos de Jongová Lisa Scheenaardová                           |
| 2021 | Šanghaj          | závod zrušen kvůli COVIDU                                               | závod zrušen kvůli COVIDU                                               | závod zrušen kvůli COVIDU                                               |
| 2022 | Račice           | Rumunsko Ancuța Bodnar Simona Radiș                                     | Nizozemsko Roos de Jong Laila Youssifou                                 | Irsko Sanita Pušpure Zoe Hyde                                           |
| 2023 | Bělehrad         | Rumunsko Ancuța Bodnarová Simona Radișová                               | Litva Donata Karalienė Dovile Rimkutė                                   | USA Kristina Wagnerová Sophia Vitasová                                  |

### Párová čtyřka
- Poprvé na MS 1985.

| Rok  | Místo           | Zlato | Stříbro | Bronz |
| ---- | --------------- | --- | --- | --- |
| 1985 | Hazewinkel      | Východní Německo Ramona Balthasarová Birgit Peterová Jutta Hampeová-Behrendtová Kristina Mundtová-Richterová | Sovětský svaz Antonina Machinová Natalia Grigorjevová Jelena Chlopcevová Jelena Matijevská                  | Rumunská socialistická republika Anișoara Bălanová Veronica Cochelea Anișoara Sorohanová Maricica Țăranová |
| 1986 | Nottingham      | Východní Německo Kerstin Försterová-Pielothová Birgit Peterová Kerstin Hinzeová Jana Sorgersová              | Rumunská socialistická republika Anișoara Bălanová Doina Ciucanu-Robu Anișoara Sorohanová Maricica Țăranová | Nizozemsko Marijke Zeekantová Marjan Pentenga Nicolette Wesselová Jos Compaanová                           |
| 1987 | Kodaň           | Východní Německo Kerstin Försterová Birgit Peterová Jutta Behrendtová Jana Sorgersová                        | Bulharská lidová republika Pavlina Alexandrovová Krasimira Točevová Galina Jahorovová Mariana Jankulovová   | Sovětský svaz Světlana Masijová Marina Žukovová Irina Kalimbetová Antonina Machinová                       |
| 1988 | Milán           | závod nebyl na programu                                                                                      | závod nebyl na programu                                                                                     | závod nebyl na programu                                                                                    |
| 1989 | Bled            | Východní Německo Kathrin Boronová Sybille Schmidtová Jutta Hampeová Jana Thiemeová                           | Sovětský svaz Natalia Kvašová Marija Omeljanovičová Světlana Mazijová Irina Kalimbetová                     | Bulharsko Pavlina Alexandrovová Magdalena Georgievová Galina Jahorovová Krasmira Dobrevová Toševová        |
| 1990 | Lake Barrington | Východní Německo Kerstin Koeppenová Claudia Krügerová Sybille Schmidtová Jana Rauová-Sorgersová              | Sovětský svaz Jelena Chlopcevová Světlana Mazijová Marija Omeljanovičová Sarija Zakirovová                  | Československo Hana Kafková Iva Mikolová Martina Šefčíková Irena Soukupová                                 |
| 1991 | Vídeň           | Německo Kerstin Köppenová Claudia Krügerová Sybille Schmidtová Jana Sorgersová-Rauová                        | Sovětský svaz Jelena Chlopcevová Marija Omeljanovičová Taťána Ustjužaninová Mira Vaganovová                 | Rumunsko Constanța Burcică Anișoara Bălanová Doina Ignatová Fanica Costea                                  |
| 1992 | Montréal        | závod nebyl na programu                                                                                      | závod nebyl na programu                                                                                     | závod nebyl na programu                                                                                    |
| 1993 | Račice          | Čína Mianying Cao Xiaoli Gu Xirong Liu Xiuyun Zhang                                                          | Německo Daniela Molleová Kerstin Müllerová Kristina Mundtová Angela Schusterová                             | USA Ruth Davidonová Serena Eddyová-Moultonová Michelle Knoxová-Zaloonová Monica Tranelová-Michiniová       |
| 1994 | Indianapolis    | Německo Kerstin Köppenová Kristina Mundtová-Richterová Katrin Rutschowová Jana Sorgersová                    | Čína Mianying Cao Xirong Liu Xiuyun Zhang Guifeng Zhao                                                      | Ukrajina Svitlana Maziy Dina Miftakhutdynova Olena Ronzhyna Tetiana Ustiuzhanina                           |
| 1995 | Tampere         | Německo Kerstin Köppenová Katrin Rutschowová Jana Sorgersová Jana Thiemeová                                  | Kanada Laryssa Biesenthalová Kathleen Heddleová Marnie McBeanová Diane O'Grady                              | Nizozemsko Nelleke Penninxová Eeke van Nesová Anita Meilandová Irene Eijsová                               |
| 1996 | Motherwell      | závod nebyl na programu                                                                                      | závod nebyl na programu                                                                                     | závod nebyl na programu                                                                                    |
| 1997 | Aiguebelette    | Německo Kathrin Boronová Kerstin Köppenová Manuela Lutzeová Jana Thiemeová                                   | Dánsko Ulla Hansenová Wernerová Sarah Lauritzenová Dorthe Pedersenová Stinne Petersenová                    | Ukrajina Inna Frolovová Svitlana Mazii Dina Miftakhutdinova Olena Morozova-Ronzhina                        |
| 1998 | Kolín nad Rýnem | Německo Kathrin Boronová Manuela Lutze Jana Thieme Christiane Willová                                        | Rusko Oksana Dorodnovová Julija Levinová Larisa Merková Inna Mojsejevová                                    | Austrálie Marina Hatzakisová Sally Newmarchová Jane Robinsonová Bronwyn Roye                               |
| 1999 | Catharines      | Německo Maren Derlienová Meike Eversová Kerstin Kowalski Manuela Lutzeová                                    | Ukrajina Jana Kramarenko Svitlana Mazij Tatyana Osutuzhanina Olena Morozova-Ronzhina                        | Rusko Oxana Dorodnovová Julia Levinová Larisa Merková Olga Samulenková                                     |
| 2000 | Záhřeb          | závod nebyl na programu                                                                                      | závod nebyl na programu                                                                                     | závod nebyl na programu                                                                                    |
| 2001 | Lucern          | Německo Peggy Waleská Marita Scholzová Manuela Lutzeová Manja Kowalská                                       | Nový Zéland Sonia Waddellová Paula Twiningová Caroline Eversová-Swindellová Georgina Eversová-Swindellová   | USA Sarah Jonesová Carol Skricki Hilary Gehmanová Laura Rauchfussová                                       |
| 2002 | Sevilla         | Německo Peggy Waleská Marita Scholzová Manuela Lutzeová Kerstin El Qalqili-Kowalski                          | Dánsko Astrid Jespersenová Sarah Lauritzenová Dorthe Pedersenová Majbrit Nielsenová                         | Bělorusko I. Jansen-Zakhareuskaya Volha Berazniova Jekatěrina Karstenová Maryia Varona                     |
| 2003 | Milán           | Austrálie Jane Robinsonová Dana Faleticová Kerry Hore Amber Bradley                                          | Bělorusko Jekatěrina Karstenová Yuliya Bichyk Volha Berazniova Maryia Varona \|                             | Německo Peggy Waleská Marita Scholzová Manuela Lutzeová Kerstin El Qalqili-Kowalski                        |
| 2004 | Banyoles        | závod nebyl na programu                                                                                      | závod nebyl na programu                                                                                     | závod nebyl na programu                                                                                    |
| 2005 | Kaizu           | Spojené království Rebecca Romerová Sarah Wincklessová Frances Houghtonová Katherine Graingerová             | Německo Britta Oppeltová Susanne Schmidtová Kathrin Boronová Stephanie Schillerová                          | Rusko Olga Samulenková Oksana Dorodnovová Larisa Merková Irina Fedotovová                                  |
| 2006 | Eton Lake       | Spojené království Debbie Floodová Sarah Winckless Frances Houghton Katherine Grainger                       | Austrálie Catriona Sensová Sonia Millsová Dana Faleticová Sally Kehoe                                       | Německo Christiane Huthová Magdalena Schmudeová Jeannine Hennickeová Stephanie Schillerová                 |
| 2007 | Mnichov         | Spojené království Annabel Vernonová Debbie Floodová Frances Houghtonová Katherine Graingerová               | Německo Kathrin Boronová Manuela Lutzeová Britta Oppeltová Stephanie Schillerová                            | Čína Tang Bin Xi Aihua Ťin C’-wej Feng Guixin                                                              |
| 2008 | Ottensheim      | závod nebyl na programu                                                                                      | závod nebyl na programu                                                                                     | závod nebyl na programu                                                                                    |
| 2009 | Poznaň          | Ukrajina Světlana Spirjuchová Taťána Kolesniková Anastasija Koženkovová Jana Dementěvová                     | USA Megan Walshová Stesha Carle Sarah Trowbridge Kathleen Bertková                                          | Německo Annekatrin Thieleová Peggy Waleská Stephanie Schillerová Christiane Huthová                        |
| 2010 | Karapiro        | Spojené království Debbie Floodová Beth Rodfordová Frances Houghtonová Annabel Vernonová                     | Ukrajina Kateryna Tarasenková Olena Buryaková Anastasija Koženkovová Yana Dementieva                        | Německo Britta Oppeltová Carina Baerová Tina Mankerová Julia Richterová                                    |
| 2011 | Bled            | Německo Julia Richterová Tina Mankerová Stephanie Schillerová Britta Oppeltová                               | USA Stesha Carleová Natalie Dellová Adrienne Martelliová Megan Kalmoeová                                    | Nový Zéland Sarah Grayová Louise Trappittová Fiona Bourkeová Eve MacFarlaneová                             |
| 2012 | Plovdiv         | závod nebyl na programu                                                                                      | závod nebyl na programu                                                                                     | závod nebyl na programu                                                                                    |
| 2013 | Čchungdžu       | Německo Annekatrin Thieleová Carina Bärová Julia Richterová Britta Oppeltová                                 | Kanada Emily Cameronová Katharine Goodfellowová Carling Zeemanová Antje von Seydlitz-Kurzbachová            | Polsko Sylwia Lewandowská Joanna Leszczynská Magdalena Fularczyková Natalia Madajová                       |
| 2014 | Amsterdam       | Německo Annekatrin Thieleová Carina Bärová Julia Lierová Lisa Schmidlaová                                    | Čína Jiang Yan Shen Xiaoxing Lü Yang Zhang Xinyue                                                           | USA Grace Latzová Tracy Eisserová Olivia Coffeyová Felice Muellerová                                       |
| 2015 | Aiguebelette    | USA Amanda Elmore Tracy Eisserová Megan Kalmoe Olivia Coffey                                                 | Německo Annekatrin Thieleová Carina Baerová Marie-Catherine Arnoldová Lisa Schmidlaová                      | Nizozemsko Nicole Beukersová Chantal Achterbergová Inge Janssenová Carline Bouwová                         |
| 2016 | Rotterdam       | závod nebyl na programu                                                                                      | závod nebyl na programu                                                                                     | závod nebyl na programu                                                                                    |
| 2017 | Sarasota        | Nizozemsko Olivia van Rooijen Inge Janssen Sophie Souwer Nicole Beukers                                      | Polsko Agnieszka Kobus Marta Wieliczko Maria Springwald Katarzyna Zillmann                                  | Spojené království Bethany Bryan Mathilda Hodgkins-Byrne Jessica Leyden Holly Nixon                        |
| 2018 | Plovdiv         | Polsko Agnieszka Kobus-Zawojska Marta Wieliczko Maria Springwald Katarzyna Zillmann                          | Německo Marie-Cathérine Arnold Carlotta Nwajide Franziska Kampmann Frieda Hämmerling                        | Nizozemsko Olivia van Rooijen Karolien Florijnová Sophie Souwer Nicole Beukers                             |
| 2019 | Ottensheim      | Čína Chen Yunxia Zhang Ling Lü Yang Cui Xiaotong                                                             | Polsko Agnieszka Kobus-Zawojska Marta Wieliczko Maria Springwald Katarzyna Zillmann                         | Nizozemsko Olivia van Rooijen Inge Janssen Sophie Souwer Nicole Beukers                                    |
| 2021 | Šanghaj         | závod zrušen kvůli COVIDU                                                                                    | závod zrušen kvůli COVIDU                                                                                   | závod zrušen kvůli COVIDU                                                                                  |
| 2022 | Račice          | Čína Chen Yunxia Zhang Ling Lü Yang Cui Xiaotong                                                             | Nizozemsko Nika Johanna Vos Tessa Dullemans Ilse Kolkman Bente Paulis                                       | Spojené království Jessica Leyden Lola Anderson Georgina Brayshaw Lucy Glover                              |
| 2023 | Bělehrad        | Spojené království Lauren Henryová Hannah Scottová Lola Andersonová Georgina Brayshawová                     | Nizozemsko Roos de Jongová Tessa Dullemansová Laila Youssifouová Bente Paulisová                            | Čína Chen Yunxia Zhang Ling Lü Yang Cui Xiaotong                                                           |

### Dvojka bez kormidelníce
| Rok  | Místo            | Zlato                                                                     | Stříbro                                                          | Bronz                                                            |
| ---- | ---------------- | ------------------------------------------------------------------------- | ---------------------------------------------------------------- | ---------------------------------------------------------------- |
| 1974 | Lucern           | Rumunská socialistická republika Marilena Ghita Cornelia Neascu           | Východní Německo Renate Bänschová Bergit Heinzeová               | Sovětský svaz Janina Čigovská Ruta Weinzergová                   |
| 1975 | Nottingham       | Východní Německo Sabine Dähneová Angelika Noacková                        | Sovětský svaz Janina Čigovská Ruta Weinzergová                   | Rumunská socialistická republika Marilena Ghita Marlene Predescu |
| 1976 | Villach          | závod nebyl na programu                                                   | závod nebyl na programu                                          | závod nebyl na programu                                          |
| 1977 | Amsterdam        | Východní Německo Sabine Dähneová Angelika Noacková                        | Nizozemsko Karin Abma Joke Dierdorpová                           | Kanada Elizabeth Craigová Susan Antoftová                        |
| 1978 | Karapiro a Kodaň | Východní Německo Cornelia Klierová Ute Steindorfová                       | Kanada Elizabeth Craigová Susan Antoftová                        | Nizozemsko Joke Dierdorpová Karin Abma                           |
| 1979 | Bled             | Východní Německo Ute Steindorfová Cornelia Klierová-Bügelová              | Rumunská socialistická republika Florica Silaghi Elena Horvatová | Polsko Małgorzata Dłużewská Czesława Kościańská                  |
| 1980 | Hazewinkel       | závod nebyl na programu                                                   | závod nebyl na programu                                          | závod nebyl na programu                                          |
| 1981 | Mnichov          | Východní Německo Iris Rudolphová Sigrid Andersová                         | Kanada Elizabeth Craigová Patricia Smithová                      | Rumunská socialistická republika Rodica Arba Elena Horvatová     |
| 1982 | Lucern           | Východní Německo Silvia Fröhlichová-Arndtová Marita Sandigová-Gaschová    | Polsko Małgorzata Dłużewská Czesława Kościańská                  | Kanada Elizabeth Craigová Patricia Smithová                      |
| 1983 | Duisburg         | Východní Německo Marita Sandigová-Gaschová Silvia Fröhlichová-Arndtová    | Rumunská socialistická republika Rodica Arba Elena Horvatová     | Kanada Patricia Smithová Elizabeth Craigová                      |
| 1984 | Montréal         | závod nebyl na programu                                                   | závod nebyl na programu                                          | závod nebyl na programu                                          |
| 1985 | Hazewinkel       | Rumunská socialistická republika Rodica Arba Elena Horvatová              | USA Sherri Cassuto Susan Broome                                  | Východní Německo Kerstin Toussaintová Ramona Heinová             |
| 1986 | Nottingham       | Rumunská socialistická republika Rodica Arba Olga Homeghi                 | Sovětský svaz Galina Stěpanovová Marina Pegovová                 | Východní Německo Kathrin Haackerová Martina Waltherová           |
| 1987 | Kodaň            | Rumunská socialistická republika Rodica Arba Olga Homeghi                 | Východní Německo Kathrin Haackerová Ute Wildová                  | Sovětský svaz Marina Pegovová Naděžda Sugaková                   |
| 1988 | Milán            | závod nebyl na programu                                                   | závod nebyl na programu                                          | závod nebyl na programu                                          |
| 1989 | Bled             | Východní Německo Kathrin Haackerová Judith Zeidlerová                     | Rumunsko Doina Snepová-Balanová Marioara Curelea                 | Západní Německo Stefani Werremeierová Ingeburg Schwerzmannová    |
| 1990 | Lake Barrington  | Západní Německo Stefanie Werremeierová Ingeburg Schwerzmannová-Althoffová | USA Stephanie Maxwellová-Piersonová Anna Seatonová               | Východní Německo Ina Justhová Birte Siechová                     |
| 1991 | Vídeň            | Kanada Kathleen Heddleová Marnie McBeanová                                | Německo Stefani Werremeierová Ingeburg Schwerzmannová            | Spojené království Miriam Battenová Fiona Freckletonová          |
| 1992 | Montréal         | závod nebyl na programu                                                   | závod nebyl na programu                                          | závod nebyl na programu                                          |
| 1993 | Račice           | Francie Hélène Cortinová Christine Gosseová                               | Austrálie Alison Daviesová Victoria Toogoodová                   | USA Elizabeth McCaggová Mary McCaggová                           |
| 1994 | Indianapolis     | Francie Hélène Cortinová Christine Gosseová                               | Rumunsko Iulia Bobeică-Bulie Elisabeta Lipă                      | Austrálie Carmen Klompová-Wearneová Anna Ozolinsová              |
| 1995 | Tampere          | Austrálie Kate Slatterová Megan Stillová                                  | USA Karen Kraftová Missy Schwenová-Ryanová                       | Francie Celine Cuisantová-Garciaová Christine Gosseová           |
| 1996 | Motherwell       | závod nebyl na programu                                                   | závod nebyl na programu                                          | závod nebyl na programu                                          |
| 1997 | Aiguebelette     | Kanada Alison Kornová Emma Robinsonová                                    | Rumunsko Veronica Cochelea Georgeta Damianová                    | Rusko Albina Ligatčevová Vera Počitajevová                       |
| 1998 | Kolín nad Rýnem  | Kanada Alison Kornová Emma Robinsonová                                    | Spojené království Cath Bishopová Dot Blackie                    | USA Amy Marie Martinová Linda Millerová                          |
| 1999 | Catharines       | Kanada Theresa Luke Emma Robinsonová                                      | Německo Elke Hiplerová Kathleen Naseová                          | Austrálie Kate Slatterová Rachael Taylorová                      |
| 2000 | Záhřeb           | závod nebyl na programu                                                   | závod nebyl na programu                                          | závod nebyl na programu                                          |
| 2001 | Lucern           | Rumunsko Georgeta Damianová Viorica Susanuová                             | Bělorusko Olga Tratsevskaya Yuliya Bichyk                        | Kanada Jacqui Cooková Karen Clarková                             |
| 2002 | Sevilla          | Rumunsko Georgeta Damianová Viorica Susanuová                             | Kanada Jacqui Cooková Karen Clarková                             | Bělorusko Yuliya Bichyk Natallia Helakh                          |
| 2003 | Milán            | Spojené království Katherine Graingerová Cath Bishopová                   | Bělorusko Yuliya Bichyk Natallia Helakh                          | Rumunsko Georgeta Damianová Viorica Susanuová                    |
| 2004 | Banyoles         | závod nebyl na programu                                                   | závod nebyl na programu                                          | závod nebyl na programu                                          |
| 2005 | Kaizu            | Nový Zéland Juliette Haighová Nicky Colesová                              | Austrálie Sarah Outhwaite Natalie Bale                           | Rusko Vera Potčitajevová Valerija Starodubrovská                 |
| 2006 | Eton Lake        | Kanada Darcy Marquardtová Jane Rumballová                                 | Nový Zéland Juliette Haighová Nicky Colesová                     | Německo Nicole Zimmermanová Elke Hiplerová                       |
| 2007 | Mnichov          | Bělorusko Yuliya Bichyk Natallia Helakh                                   | Německo Nicole Zimmermannová Elke Hiplerová                      | Rumunsko Georgeta Damian-Andrunache Viorica Susanuová            |
| 2008 | Ottensheim       | závod nebyl na programu                                                   | závod nebyl na programu                                          | závod nebyl na programu                                          |
| 2009 | Poznaň           | USA Zsuzsanna Francia Erin Cafarová                                       | Rumunsko Camelia Lupascu Nicoleta Albu                           | Nový Zéland Emma-Jane Feathery Rebecca Scownová                  |
| 2010 | Karapiro         | Nový Zéland Juliette Haighová Rebecca Scownová                            | Spojené království Helen Gloverová Heather Stanningová           | USA Zsuzsanna Francia Erin Cafarová                              |
| 2011 | Bled             | Nový Zéland Juliette Haighová Rebecca Scownová                            | Spojené království Helen Gloverová Heather Stanningová           | Austrálie Sarah Taitová Kate Hornseyová                          |
| 2012 | Plovdiv          | závod nebyl na programu                                                   | závod nebyl na programu                                          | závod nebyl na programu                                          |
| 2013 | Čchungdžu        | Spojené království Helen Gloverová Polly Swannová                         | Rumunsko Roxana Cogianuová Nicoleta Albuová                      | Nový Zéland Kayla Prattová Rebecca Scownová                      |
| 2014 | Amsterdam        | Spojené království Helen Gloverová Heather Stanningová                    | USA Megan Kalmoeová Kerry Simmondsová                            | Nový Zéland Louise Trappittová Rebecca Scownová                  |
| 2015 | Aiguebelette     | Spojené království Helen Gloverová Heather Stanningová                    | Nový Zéland Grace Prendergastová Kerri Gowlerová                 | USA Felice Muellerová Elle Loganová                              |
| 2016 | Rotterdam        | závod nebyl na programu                                                   | závod nebyl na programu                                          | závod nebyl na programu                                          |
| 2017 | Sarasota         | Nový Zéland Grace Prendergastová Kerri Gowlerová                          | USA Megan Kalmoeová Tracy Eisserová                              | Dánsko Hedvig Rasmussenová Christina Johansenová                 |
| 2018 | Plovdiv          | Kanada Caileigh Filmerová Hillary Janssensová                             | Nový Zéland Grace Prendergastová Kerri Gowlerová                 | Španělsko Anna Boadaová Aina Cidová                              |
| 2019 | Ottensheim       | Nový Zéland Grace Prendergastová Kerri Gowlerová                          | Austrálie Jessica Morrisonová Annabelle McIntyreová              | Kanada Caileigh Filmerová Hillary Janssensová                    |
| 2021 | Šanghaj          | závod zrušen kvůli COVIDU                                                 | závod zrušen kvůli COVIDU                                        | závod zrušen kvůli COVIDU                                        |
| 2022 | Račice           | Nový Zéland Grace Prendergast Kerri Williams                              | Nizozemsko Ymkje Clevering Veronique Meester                     | USA Madeleine Wanamaker Claire Collins                           |
| 2023 | Bělehrad         | Nizozemsko Ymkje Cleveringová Veronique Meesterová                        | Austrálie Jessica Morrisonová Annabelle McIntyreová              | Rumunsko Ioana Vrînceanuová Roxana Anghelová                     |

### Dvojskif lehkých vah
- Poprvé na MS 1984

| Rok                        | Místo           | Zlato                                                | Stříbro                                                      | Bronz                                                                                      |
| -------------------------- | --------------- | ---------------------------------------------------- | ------------------------------------------------------------ | ------------------------------------------------------------------------------------------ |
| 1984 (ukázková disciplína) | Montréal        | Dánsko Elisabeth Fraasová Kirsten Jensenová          | USA Jo Hannafinová Annette Ebsenová-Petersenová              | Kanada Audrey Mowchenko Ellen Gilliesová                                                   |
| 1985                       | Hazewinkel      | Spojené království Linda Clarková Beryl Crockfordová | Západní Německo Brigitte Helmersová Alrun Urbachová          | Francie Desiree Decriemová Isabelle Lignanová                                              |
| 1986                       | Nottingham      | USA Christine Ernstová Carey Sandsová-Mardenová      | Spojené království Gillian Bondová Carol Ann Woodová         | Nizozemsko Karin Hommersová Ellen Meliesie                                                 |
| 1987                       | Kodaň           | Kanada Janice Masonová Heather Hattinová             | Belgie Lucia Focqueová Marie-Anne Vandermoereová             | USA Carey Sandsová-Mardenová Christine Ernstová                                            |
| 1988                       | Milán           | Nizozemsko Laurien Vermulstová Ellen Meliesieová     | Francie Christine Liegeoisová Aline Peyratová                | Spojené království Gillian Bondová Caroline Lucasová                                       |
| 1989                       | Bled            | USA Carey Sandsová-Mardenová Kristine Karlsonová     | Nový Zéland Phillipa Bakerová-Hoganová Linda De Jongová      | Západní Německo Christiane Weberová Alrun Urbachová                                        |
| 1990                       | Lake Barrington | Dánsko Ulla Jensenová Regitze Siggaardová            | USA Holly Brunkovová Lindsay Burnsová                        | Kanada Brenda Colbyová Wendy Wiebeová                                                      |
| 1991                       | Vídeň           | Německo Claudia Waldiová Christiane Weberová         | USA Lindsay Burnsová Teresa Zarzecznyová                     | Dánsko Elisabeth Fraasová Ulla Jensenová                                                   |
| 1992                       | Montréal        | Německo Claudia Waldiová Christiane Weberová         | Kanada Michelle Darvillová Colleen Millerová                 | USA Sanya Remmlerová-Suddethová Teresa Zarzecznyová                                        |
| 1993                       | Račice          | Kanada Colleen Millerová Wendy Wiebeová              | Čína Fei Li Fang Wang                                        | Nizozemsko Ellen Meliesieová Cindy Ripová                                                  |
| 1994                       | Indianapolis    | Kanada Colleen Millerová Wendy Wiebeová              | Čína Shaoyan Ou Aifang Zhong                                 | USA Lindsay Burnsová Teresa Zarzecznyová                                                   |
| 1995                       | Tampere         | Kanada Colleen Millerová Wendy Wiebeová              | Dánsko Lene Anderssonová Berit Christoffersenová             | Německo Michelle Darvillová Ruth Kapsová                                                   |
| 1996                       | Motherwell      | závod nebyl na programu                              | závod nebyl na programu                                      | závod nebyl na programu                                                                    |
| 1997                       | Aiguebelette    | Německo Angelika Brandová Michelle Darvillová        | Dánsko Lene Anderssonová Anna Hellebergová                   | Rumunsko Angela Alupeiová Camelia Macoviciucová                                            |
| 1998                       | Kolín nad Rýnem | USA Christine Smithová-Collinsová Sarah Garnerová    | Německo Claudia Blasbergová Karin Stephanová                 | Rumunsko Angela Alupei-Tamasová Camelia Macoviviucová                                      |
| 1999                       | Catharines      | Rumunsko Constanţa Burcicăová Camelia Macoviciucová  | USA Christine Smithová-Collinsová Sarah Garnerová            | Austrálie Virginia Leeová Sally Newmarchová                                                |
| 2000                       | Záhřeb          | závod nebyl na programu                              | závod nebyl na programu                                      | závod nebyl na programu                                                                    |
| 2001                       | Lucern          | Německo Janet Raduenzelivá Claudia Blasbergová       | Polsko Katarzyna Demianiuková Ilona Mokronowská              | Rumunsko Monica Eremia-Stanová Irina Acsinteová                                            |
| 2002                       | Sevilla         | Austrálie Sally Causbyová Amber Hallidayová          | Německo Janet Radünzelová Claudia Blasbergová                | Spojené království Helen Caseyová Tracy Langlandsová                                       |
| 2003                       | Milán           | Německo Marie-Louise Draegerová Claudia Blasbergová  | Austrálie Sally Causbyová Amber Hallidayová                  | Rumunsko Constanţa Burcicăová Camelia Mihalceaová                                          |
| 2004                       | Banyoles        | závod nebyl na programu                              | závod nebyl na programu                                      | závod nebyl na programu                                                                    |
| 2005                       | Kaizu           | Německo Daniela Reimerová Marie-Louise Drägerová     | USA Renee Hykelová Julia Nicholsová                          | Finsko Sanna Sténová Minna Nieminenová                                                     |
| 2006                       | Eton Lake       | Čína Dongxiang Xu Shimin Yan                         | Austrálie Marguerite Houstonová Amber Hallidayová            | Řecko Chrysi Biskitziová Alexandra Tsiavouová                                              |
| 2007                       | Mnichov         | Austrálie Amber Hallidayová Marguerite Houstonová    | Finsko Sanna Sténová Minna Nieminenová                       | Dánsko Katrin Olsenová Juliane Rasmussenová Německo Berit Carowová Marie-Louise Draegerová |
| 2008                       | Ottensheim      | závod nebyl na programu                              | závod nebyl na programu                                      | závod nebyl na programu                                                                    |
| 2009                       | Poznaň          | Řecko Christina Giazitzidouová Alexandra Tsiavouová  | Polsko Magdalena Kemnitzová Agnieszka Rencová                | Spojené království Hester Goodsellová Sophie Hoskingová                                    |
| 2010                       | Karapiro        | Kanada Lindsay Jennerichová Tracy Cameronová         | Německo Daniela Reimerová Anja Noskeová                      | Řecko Christina Giazitzidouová Alexandra Tsiavouová                                        |
| 2011                       | Bled            | Řecko Christina Giazitzidouová Alexandra Tsiavouová  | Kanada Lindsay Jennericová Patricia Obeeová                  | Spojené království Hester Goodsellová Sophie Hoskingová                                    |
| 2012                       | Plovdiv         | závod nebyl na programu                              | závod nebyl na programu                                      | závod nebyl na programu                                                                    |
| 2013                       | Čchungdžu       | Itálie Laura Milaniová Elisabetta Sancassaniová      | USA Kristin Hedstromová Kathleen Bertková                    | Německo Lena Müllerová Anja Noskeová                                                       |
| 2014                       | Amsterdam       | Nový Zéland Sophie MacKenzieová Julia Edwardová      | Kanada Lindsay Jennerichová Patricia Obeeová                 | Čína Chuang Wen-i Pchan Tan-tan                                                            |
| 2015                       | Aiguebelette    | Nový Zéland Sophie Mackenzieová Julia Edwardová      | Spojené království Katherine Copelandová Charlotte Taylorová | Jižní Afrika Ursula Groblerová Kirsten McCannová                                           |
| 2016                       | Rotterdam       | závod nebyl na programu                              | závod nebyl na programu                                      | závod nebyl na programu                                                                    |
| 2017                       | Sarasota        | Rumunsko Ionela-Livia Lehaciová Gianina Beleagaová   | Nový Zéland Zoe McBrideová Jackie Kiddleová                  | USA Emily Schmiegová Michelle Sechserová                                                   |
| 2018                       | Plovdiv         | Rumunsko Ionela-Livia Cozmiucová Gianina Beleagăová  | USA Emily Schmiegová Mary Jonesová                           | Nizozemsko Marieke Keijserová Ilse Paulisová                                               |
| 2019                       | Ottensheim      | Nový Zéland Zoe McBrideová Jackie Kiddleová          | Nizozemsko Marieke Keijserová Ilse Paulisová                 | Spojené království Emily Craigová Imogen Grantová                                          |
| 2021                       | Šanghaj         | závod zrušen kvůli COVIDU                            | závod zrušen kvůli COVIDU                                    | závod zrušen kvůli COVIDU                                                                  |
| 2022                       | Račice          | Spojené království Emily Craig Imogen Grant          | USA Mary Reckford Michelle Sechser                           | Irsko Aoife Casey Margaret Cremen                                                          |
| 2023                       | Bělehrad        | Spojené království Emily Craigová Imogen Grantová    | USA Michelle Sechserová Mary Jonesová                        | Rumunsko Mariana-Laura Dumitruová Ionela Cozmiucová                                        |

### Čtyřka bez kormidelníce
- Poprvé v roceMS 1989

| Rok  | Místo           | Zlato                                                                                      | Stříbro | Bronz                                                                                                  |
| ---- | --------------- | ------------------------------------------------------------------------------------------ | --- | --- |
| 1989 | Bled            | Východní Německo Christiane Harzendorfová Ina Justhová Annegret Strauchová Ute Wildová     | Čína Mien-jing Cchao Ja-tung Chu Si-žung Liou Šou-jing Čou                                                                                         | Rumunsko Adriana Bazonová Mihaela Armăşescu Livia Leonte Veronica Necula                               |
| 1990 | Lake Barrington | Rumunsko Doina Snepová-Balanová Iulia Bobeica-Bulie Marioara Curela Doina Ciucanu-Robu     | Západní Německo Silvia Doerdelmannová Meike Hollaenderová Gabriele Mehlová Cerstin Petersmannová                                                   | Východní Německo Jeanette Barthová Antje Franková Kathrin Haackerová Judith Ungemachová-Zeidlerová     |
| 1991 | Vídeň           | Kanada Kirsten Barnesová Jennifer Doey Jessica Monroe Brenda Taylorová                     | USA Shelagh Donohoe Cynthia Eckertová Stephanie Maxwellová-Piersonová Anna Seatonová                                                               | Německo Kathrin Haackerová Gabriele Mehlová Cerstin Petersmannová Judith Zeidlerová                    |
| 1992 | Montréal        | závod nebyl na programu                                                                    | závod nebyl na programu | závod nebyl na programu                                                                                |
| 1993 | Račice          | Čína Yan-Hua Jing Jia-Yun Pei Shujuan Wang Yaxian Zhu                                      | USA Amy Fullerová Melissa Iversonová Anne Kakela Katherine Scanlonová Lewisová                                                                     | Kanada Shannon Crawfordová Julie Jespersenová Plattová Kelly Mahonová Emma Robinsonová                 |
| 1994 | Indianapolis    | Nizozemsko Femke Boelenová Elien Meijerová Muriel van Schilfgaarde Rita de Jongová         | USA Catriona Fallonová Amy Fullerová Anne Kakela Monica Tranelová-Michiniová                                                                       | Austrálie Alison Daviesová Kate Slatterová Megan Stillová Victoria Toogoodová                          |
| 1995 | Tampere         | USA Cindy Brooksová Melissa Iversonová Lianne Nelsonová Katherine Scanlonová Lewisová      | Německo Gerte Johnová Doreen Martinová Dana Pyritzová Anke Weilerová                                                                               | Bělorusko Tamara Dawydenko Irina Gribko Natalja Stasiuk Marina Snak                                    |
| 1996 | Motherwell      | USA Emily Dirksenová Sara Fieldová Amy Turnerová Rosana Zegarra                            | Rumunsko Liliana Gafencuová Doina Ignatová Elisabeta Lipă Marioara Ciobanu-Popescu                                                                 | Německo Claudia Barthová Gerte Johnová Doreen Martinová Lenka Wechová                                  |
| 1997 | Aiguebelette    | Spojené království Alex Beeverová Lisa Eyre Elizabeth Henshilwoodová Sue Walkerová         | Rumunsko Doina Ignatová Ioana Olteanu Doina Spircu-Craciunová Anca Tanase                                                                          | Německo Anna Coenenová Pia Coenenová Kristina Erbe Elke Hiplerová                                      |
| 1998 | Kolín nad Rýnem | Ukrajina Yevgeniia Andreieva Tatyana Fesenko Nina Proskura Tetyana Savchenko               | Kanada Buffy-Lynne Williamsová-Alexanderová Laryssa Biesenthalová Marnie McBeanová Kubet Westonová                                                 | Nizozemsko Tessa Zwolle-Appeldoorn Nelleke Penninxová Carin Ter Beeková Christine Vinková              |
| 1999 | Catharines      | Bělorusko Yuliya Bichyk Elena Mikulitch Olga Tratsevskaya Marina Znak                      | Německo Sandra Goldbachová Marita Scholzová Mira Van Daelenová Sonja Van Daelenová                                                                 | USA Sara Fieldová Tristine Glicková Wendy Wilburová Maite Urtasunová                                   |
| 2000 | Záhřeb          | Bělorusko Iryna Bazyleuskaya Natallia Helakh Olga Tratsevskaya Marina Znak                 | Polsko Aneta Belková Honorata Motylewská Iwona Tybinkowská Iwona Zygmuntová                                                                        | Rumunsko Mariorara Ciobanu-Popescu Crina Serediucová Doina Spircuová-Craciunová Aurica Barascu-Chirita |
| 2001 | Lucern          | Austrálie Jane Robinsonová Julia Wilsonová Jo Lutzová Victoria Robertsová                  | Nový Zéland Jackie Abrahamová-Lawrieová Kate Robinsonová Rochelle Saundersová Nicola Colesová                                                      | Nizozemsko Christine Vinková Carin ter Beeková Anneke Venema Femke Dekkerová                           |
| 2002 | Sevilla         | Austrálie Kristina Larsenová Jodi Winterová Rebecca Sattinová Victoria Robertsová          | Kanada Roslin McLeodová Rachelle de Jongová Darcy Marquardtová Paulina Van Roesselová \| Čína Guifeng Zhao Cuiping Yang Huanling Cong Xueling Feng | |
| 2003 | Milán           | USA Liane Malcosová Whitney Webberová Caryn Daviesová Wendy Wilburová                      | Nizozemsko Sarah Siegalaarová Laura Posthuma Annemarieke van Rumptová Helen Tangerová                                                              | Německo Ulrike Stadlmayrová Dana Pyritzová Sandra Goldbachová Manuela Zanderová                        |
| 2004 | Banyoles        | Francie Marjolaine Rossitová Celia Foulonová Audrey Galyová Marie Le Nepvouová             | Rusko Valeria Starodubrovská Julia Inozemcevová Natalia Melnikovová Vera Počitajevová                                                              | Bělorusko Iryna Bazyleuskaya Natallia Lialina Tamara Samakhvalava Hanna Nakhayeva                      |
| 2005 | Kaizu           | Austrálie Robyn Selby Smithová Emily Martinová Pauline Frasca Kate Hornsey                 | Německo Mandy Emmrichová Wilma Dresselová Kerstin Naumannová Christiane Hölzelová                                                                  | Bělorusko Natallia Haurylenka Volha Plashkova Tatsina Narelik Maryia Brel                              |
| 2006 | Eton Lake       | Austrálie Robyn Selby Smithová Jo Lutzová Amber Bradley Kate Hornsey                       | Čína Fei Yu Meng Li Tong Li Xiuhua Luo | USA Portia Johnsonová Erin Cafarová Esther Lofgrenová Rachel Jeffersová                                |
| 2007 | Mnichov         | USA Portia McGee Erin Cafarová Rachel Jeffersová Megan Dirkmaatová                         | Německo Nina Wengertová Nadine Schmutzlerová Kerstin Naumannová Silke Guentherová                                                                  | Austrálie Phoebe Stanley Katelyn Gray Emily Martinová Victoria Robertsová                              |
| 2008 | Ottensheim      | Bělorusko Hanna Nakhayeva Volha Shcharbachenia Natallia Helakh Yuliya Bichyk               | USA Karen Colwellová Stesha Carle Sarah Trowbridge Esther Lofgrenová                                                                               | Dánsko Maria Pertlová Lisbet Jakobsenová Fie Graugaardová Lea Jakobsenová                              |
| 2009 | Poznaň          | Nizozemsko Chantal Achterbergová Nienke Kingma Carline Bouwová Femke Dekkerová             | USA Amanda Polková Jamie Redmanová Eleanor Loganová Esther Lofgrenová                                                                              | Kanada Sarah Waterfieldová Sandra Kisilová Jennifer Tutersová Emma Darlingová                          |
| 2010 | Karapiro        | Nový Zéland Chantal Achterbergová Nienke Kingma Carline Bouwová Femke Dekkerová            | Austrálie Sarah Heardová Sarah Cooková Pauline Frasca Kate Hornsey                                                                                 | USA Mara Allenová Grace Luczaková Adrienne Martelli Alison Coxová                                      |
| 2011 | Bled            | USA Sarah Zelenková Kara Kohlerová Emily Reganová Sara Hendershotová                       | Austrálie Peta Whiteová Renee Chattertonová Pauline Frascaová Kate Hornseyová                                                                      | Nizozemsko Wianka Van Dorpová Olivia van Rooijenová Elisabeth Hogerwerfová Femke Dekkerová             |
| 2012 | Plovdiv         | závod nebyl na programu                                                                    | závod nebyl na programu | závod nebyl na programu                                                                                |
| 2013 | Čchungdžu       | USA Emily Huelskampová Olivia Coffey Tessa Gobbo Felice Muellerová                         | Kanada Sarah Blacková Christine Roperová Natalie Mastracci Cristy Nurse                                                                            | Austrálie Hannah Vermeerschová Alexandra Haganová Charlotte Sutherland Lucy Stephanová                 |
| 2014 | Amsterdam       | Nový Zéland Kayla Prattová Kelsey Bevanová Grace Prendergastová Kerri Gowlerová            | USA Susan Franciaová Emily Reganová Tessa Gobbová Adrienne Martelliová                                                                             | Čína He Sihui Miao Tian Zhang Min Zhang Huan                                                           |
| 2015 | Aiguebelette    | USA Kristina O'Brienová Grace Latzová Adrienne Martelli Grace Luczaková                    | Spojené království Rebecca Chinová Karen Bennettová Lucinda Gooderhamová Holly Nortonová                                                           | Čína Jin Ta-meng Čcheng Wen-ťing I Li-čchin Jü Ťing                                                    |
| 2016 | Rotterdam       | Spojené království Fiona Gammondová Donna Etiebetová Holly Nixonová Holly Nortonová        | USA Molly Bruggemanová Emily Huelskampová Corinne Schoellerová Kristine O'Brienová                                                                 | Německo Melanie Hansenová Ronja Schütteová Charlotte Reinhardtová Lea-Kathleen Kühneová                |
| 2017 | Sarasota        | Austrálie Lucy Stephanová Katrina Werryová Sarah Haweová Molly Goodmanová                  | Polsko Olga Michalkiewiczová Joanna Dittmannová Monika Ciaciuchová Maria Wierzbowska                                                               | Rusko Elena Oriabinskaia Anastasia Tikhanova Ekaterina Potapova Alevtina Savkina                       |
| 2018 | Plovdiv         | USA Madeleine Wanamakerová Erin Boxbergerová Molly Bruggemanová Erin Reelicková            | Austrálie Lucy Stephanová Katrina Werryová Sarah Haweová Molly Goodmanová                                                                          | Rusko Ekaterina Sevostianova Anastasia Tikhanova Ekaterina Potapova Elena Oriabinskaia                 |
| 2019 | Ottensheim      | Austrálie Olympia Alderseyová Katrina Werryová Sarah Haweová Lucy Stephanová               | Nizozemsko Ellen Hogerwerfová Karolien Florijnová Ymkje Cleveringová Veronique Meesterová                                                          | Dánsko Ida Jacobsenová Frida Sanggaard Nielsenová Hedvig Rasmussenová Christina Johansenová            |
| 2021 | Šanghaj         | závod zrušen kvůli COVIDU                                                                  | závod zrušen kvůli COVIDU | závod zrušen kvůli COVIDU                                                                              |
| 2022 | Račice          | Spojené království Heidi Long Rowan McKellar Samantha Redgrave Rebecca Shorten             | Nizozemsko Marloes Oldenburg Benthe Boonstra Hermine Catherine Drenth Tinka Offereins                                                              | Austrálie Lucy Stephan Katrina Werry Bronwyn Cox Annabelle McIntyre                                    |
| 2023 | Bělehrad        | Nizozemsko Marloes Oldenburgová Hermijntje Drenthová Tinka Offereinsová Benthe Boonstraová | Rumunsko Mădălina Bereșová Maria Tivodariuová Magdalena Rusuová Amalia Bereșová                                                                    | Spojené království Heidi Longová Rowan McKellarová Helen Gloverová Rebecca Shortenová                  |

### Čtyřka bez kormidelníce lehkých vah
- Poprvé na MS 1984 jako (ukázková disciplína).

| Rok  | Místo           | Zlato                                                                                      | Stříbro                                                                                            | Bronz                                                                                   |
| ---- | --------------- | ------------------------------------------------------------------------------------------ | -------------------------------------------------------------------------------------------------- | --------------------------------------------------------------------------------------- |
| 1984 | Montréal        | Západní Německo Beatriz Kellerová Evelyn Herweghová Regina Mayerová Claudia Engelsová      | USA Cecily Croftová Margaret Gordonová Linda Gillettová Elaine Stanley                             | USA Gillian Hodgesová Sandy Kendallová Drister Fowksová Carey Sandsová-Mardenová        |
| 1985 | Hazewinkel      | Západní Německo Monika Wolfová Sonja Petriová Claudia Engelsová Evelyn Herweghová          | USA Sandy Kendallová Jennifer Marronová Marise Widmerová Charlotte Hollingsová                     | Austrálie Denise Rennexová Karin Riedelová Amanda Crossová Gayle Toogoodová             |
| 1986 | Nottingham      | USA Carolyn Mehaffey Sandy Kendallová Mandy Kowalová Ann Martinová                         | Spojené království Alexa Forbesová Gillian Hodgesová Linda Clarková Judith Burne                   | Západní Německo Claudia Engelsová Ute Zobeleyová Sonja Petriová Evelyn Herweghová       |
| 1987 | Kodaň           | USA Sandy Kendallová Lindsay Burnsová Angela Herronová Mandy Kowalová                      | Západní Německo Evelyn Herweghová Christiane Zimmerová Sonja Petriová Monika Wolfová               | Čína Dongling Yan Jun Long Hantao Luo Xiange Zhang                                      |
| 1988 | Milán           | Čína Meilan Zeng Huajie Zhang Zhi-Ai Lin Sanmei Liang                                      | Austrálie Brigid Cassellsová Leeanne Whitehouse Marina Cade Justine Carrolová                      | Západní Německo Christiane Zimmerová Claudia Waldiová Sonja Petriová Kathrin Schmacková |
| 1989 | Bled            | Čína San-mej Liang Mej-lan Ceng Chua-ťie Čang Č'-aj Lin                                    | Spojené království Sue Key Rachel Hirstová Joanna Tochová Katharine Brownlowová                    | Západní Německo Karin Zobeleyová Cornelia Cichyová Ute Zobeleyová Claudia Engelsová     |
| 1990 | Lake Barrington | Kanada Jill Bloisová Colleen Millerová Diana Sinnage Rachel Starrová                       | Austrálie Amanda Crossová Rebecca Joyce Sally Ninhamová Pam Westendorfová-Marshallová              | Čína Sanmei Liang Zhi-ai Lin Meilan Zeng Huajie Zhang                                   |
| 1991 | Vídeň           | Čína Fei Li Sanmei Liang Xiaoli Liao Shaoyan Ou                                            | Spojené království Alison Brownlessová Katharine Brownlowová Anna Marie Drydenová Claire Daviesová | USA Christine Collinsová Ellen Minznerová Alison Shawová Kelly Shermanová               |
| 1992 | Montréal        | Austrálie Marina Cade Deirdre Fraserová Virginia Lee Liz Mollerová                         | Spojené království Alison Brownlessová Anna Marie Drydenová Tonia Williamsová Claire Daviesová     | Kanada Jill Bloisová Nori Doobenenová Laurie Featherstone Renata Trocová                |
| 1993 | Račice          | Spojené království Alison Brownlessová Anna Marie Drydenová Jane Hallová Tonia Williamsová | Kanada Nori Doobenenová Tracy Duncanová Maureen Harrimanová Rachel Starrová                        | USA Barbara Byrne Danika Holbrooková-Harrisová Alexandra Overy Alison Shawová           |
| 1994 | Indianapolis    | USA Christine Collinsová Danika Holbrooková-Harrisová Charlotte Hollingsová Linda Muri     | Spojené království Jane Brownlessová Annamarie Hallová Annamarie Stapletonová Tonia Williamsová    | Čína Yahong Ding Fei Li Xiaoli Liao Fang Wang                                           |
| 1995 | Tampere         | USA Barbara Byrne Linda Muri Whitney Postová Sarah Simmonsová                              | Spojené království Juliet Machanová Robyn Morrisová Jo Nitschová Rachel Woolfová                   | Německo Janet Radünzelová Gunda Reimersová Jutta Schaustenová Gaby Schulzová            |
| 1996 | Motherwell      | Čína Bili Liu Mei Ling Liu Fang Wang Aifang Zhong                                          | Spojené království Patricia Corlessová Robyn Morrisová Malindi Myersová Jo Nitschová               | USA Kari Greenová Julie McCleery Whitney Postová Sarah Simmonsová                       |

### Čtyřka s kormidelníci
| Rok  | Místo            | Zlato | Stříbro | Bronz |
| ---- | ---------------- | --- | --- | --- |
| 1974 | Lucern           | Východní Německo Rosel Nitscheová Angelika Noacková Renate Schlenzigová Sabine Dähneová Christa Karnathová (k)             | Nizozemsko Liesbeth de Bruinová Ingrid Munneke-Dusseldorp Maria Steenmanová Louise de Graaffová M. Kraayenhof (k)              | Rumunská socialistická republika Marlene Predescu Kabat Avram Chertic Aneta Matei (k)                                      |
| 1975 | Nottingham       | Východní Německo Helma Lehmannová Henrietta Doblerová Dagmar Bauerová Irina Müllerová Sabine Brinckerová (k)               | Bulharská lidová republika Marijka Modevová Reni Jordanovová Liljana Vasevová Ginka Gjurovová Kapka Georgievová (k)            | Západní Německo Thea Einöderová Edith Eckbauerová Doris Leifermannová Karin Gondolatschová Susanne Thienelová (k)          |
| 1976 | Villach          | závod nebyl na programu | závod nebyl na programu | závod nebyl na programu |
| 1977 | Amsterdam        | Východní Německo Marion Rohsová Ilona Richterová Katja Rotheová Bärbel Bendiksová Marina Wilkeová (k)                      | Sovětský svaz Raisa Carkovová Valentina Alexejevová Sofia Šurkalovová Nina Abramovová Nina Frolovová (k)                       | Rumunská socialistická republika Florica Zamfirová Georgeta Militaru-Mașca Florica Silaghi Elena Avramová Elena Giurcă (k) |
| 1978 | Karapiro a Kodaň | Východní Německo Kersten Neisserová Angelika Noacková Ute Skorupskiová Marita Sandigová Kirsten Wenzelová (k)              | USA Carol Brownová Anita DeFrantzová Cozema Crawfordová Nancy Storrsová Hollis Hattonová (k)                                   | Rumunská socialistická republika Elena Horvatová Florica Silaghi Georgeta Militaru-Mașca Aneta Matei (k)                   |
| 1979 | Bled             | Sovětský svaz Valentina Semjonovová Světlana Semjonovová Galina Stěpanovová Marija Fadějevová Nina Čeremisinová (k)        | Východní Německo Marita Sandigová Ute Skorupskiová Angelika Noacková Kersten Neisserová Kirsten Wenzelová (k)                  | Rumunská socialistická republika Georgeta Militaru-Mașca Florica Silaghi Maria Fricioiu Elena Avramová Aneta Matei (k)     |
| 1980 | Hazewinkel       | závod nebyl na programu | závod nebyl na programu | závod nebyl na programu |
| 1981 | Mnichov          | Sovětský svaz Olga Pivovarovová Marina Studněvová Světlana Semjonovová Raisa Doligaidová Nina Čeremisinová (k)             | Východní Německo Viola Kestlerová Silvia Fröhlichová-Arndtová Marita Sandigová-Gaschová Romy Saalfeldová Kirsten Wenzelová (k) | USA Susan Tuttle Hope Barnesová Shyril O’Steenová Harriet Metcalfová Nanette Bernadou (k)                                  |
| 1982 | Lucern           | Sovětský svaz Světlana Semjonovová Valentina Semjonovová Galina Stěpanovová Larisa Savarsinová Nina Čeremisinová (k)       | USA Kathryn Elliott Keelerová Carol Bowerová Harriet Metcalfová Barbara Kirchová Valerie McClainová-Wardová (k)                | Rumunská socialistická republika Rodica Arbaová Mihaela Armășescuová Aurora Darková Elena Horvatová Cristina Dinuová (k)   |
| 1983 | Duisburg         | Sovětský svaz Taťána Baškatovová Olga Kaspinová Jelena Chlopcevová Larisa Popovová Maria Zemskovová-Korotkovová (k)        | Východní Německo Kerstin Kirstová Kerstin Försterová-Pielothová Cornelia Linseivá Sylvia Schwabeová Andrea Rostová (k)         | Bulharská lidová republika Stefka Madinová Teodora Lazarovová Margarita Dobčevová Violeta Ninovová Greta Georgievová (k)   |
| 1984 | Montréal         | závod nebyl na programu | závod nebyl na programu | závod nebyl na programu |
| 1985 | Hazewinkel       | Východní Německo Kerstin Spittlerová Jutta Abromeitová Steffi Götzeltová Carola Licheyová Daniela Neunastová (k)           | Rumunská socialistická republika Florica Lavricová Maria Fricioiu Chira Apostolová Olga Homeghi Viorica Ioja (k)               | Kanada Lisa Robertsonová Barbara Armbrustová Christina Clarke Patricia Smithová Lesley Thompsonová-Willieová (k)           |
| 1986 | Nottingham       | Rumunská socialistická republika Doina Bălanová Marioara Trașcă Chira Apostolová Lucia Sauca Viorica Ioja (k)              | Východní Německo Kerstin Spittlerová Beatrix Schröerová Corinna Scheidová Carola Licheyová Sylvia Müllerová-Roseová (k)        | Kanada Jane Tregunno Jennifer Wallinga Christina Clarke Patricia Smithová Lesley Thompsonová-Willieová (k)                 |
| 1987 | Kodaň            | Rumunská socialistická republika Valentina Virlanová Marioara Trașcă Adriana Bazonová Veronica Necula Ecaterina Oancia (k) | Východní Německo Birte Siechová Gerlinde Doberschützová Carola Hornigová Martina Waltherová Sylvia Roseová (k)                 | Bulharská lidová republika Manuela Lašilinová Olja Stojčkovová Marijana Stojanovová Daniela Oronovová Sofia Cvetkovová (k) |

- Ukončeno po MS 1987.

### Skif lehkých vah
| Rok                        | Místo           | Zlato                                       | Stříbro                                      | Bronz                                       |
| -------------------------- | --------------- | ------------------------------------------- | -------------------------------------------- | ------------------------------------------- |
| 1984 (ukázková disciplína) | Montréal        | Západní Německo Alrun Urbachová             | USA Barbara Traftonová                       | USA Ann Martinová                           |
| 1985                       | Hazewinkel      | Austrálie Adair Fergusonová                 | Rumunská socialistická republika Maria Micșa | USA Ann Martinová                           |
| 1986                       | Nottingham      | Rumunská socialistická republika Maria Sava | Belgie Rita Defauwová                        | USA Angela Herronová                        |
| 1987                       | Kodaň           | Rumunská socialistická republika Maria Sava | Belgie Rita Defauwová                        | Itálie Francesca Bentivogliová              |
| 1988                       | Milán           | USA Kristine Karlsonová                     | Západní Německo Angela Schusterová           | Rumunská socialistická republika Maria Sava |
| 1989                       | Bled            | USA Kristine Karlsonová                     | Belgie Rita Defauwová                        | Nizozemsko Laurien Vermulstová              |
| 1990                       | Lake Barrington | Dánsko Mette Blochová Jensenová             | Nizozemsko Laurien Vermulstová               | Belgie Rita Defauwová                       |
| 1991                       | Vídeň           | Nový Zéland Philippa Bakerová               | Nizozemsko Laurien Vermulstová               | Dánsko Mette Bloch Jensenová                |
| 1992                       | Montréal        | Dánsko Mette Blochová Jensenová             | Spojené království Sue Key                   | Kanada Wendy Wiebe                          |
| 1993                       | Račice          | Kanada Michelle Darvillová                  | Nizozemsko Laurien Vermulstová               | Dánsko Mette Blochová Jensenová             |
| 1994                       | Indianapolis    | Rumunsko Constanța Burcică                  | Nizozemsko Laurien Vermulstová               | Švýcarsko Pia Vogelová                      |
| 1995                       | Tampere         | Austrálie Rebecca Joyce                     | Francie Catherine Muellerová                 | Nizozemsko Annette Bogstra                  |
| 1996                       | Motherwell      | Rumunsko Constanta Burcica                  | Francie Benedicte Dorfmanová-Luzuyová        | USA Sarah Garnerová                         |
| 1997                       | Aiguebelette    | USA Sarah Garnerová                         | Francie Bénédicte Dorfmanová-Luzuyová        | Švédsko Kristina Knejpová Christenssonová   |
| 1998                       | Kolín nad Rýnem | Švýcarsko Pia Vogelová                      | Francie Benedicte Dorfmanová-Luzuyová        | Argentina Maria Gariosoainová               |
| 1999                       | Catharines      | Švýcarsko Pia Vogelová                      | USA Lisa Schlenkerová                        | Argentina Maria Garisoainová                |
| 2000                       | Záhřeb          | Finsko Laila Finska-Bezerra                 | Německo Angelika Brandová                    | Irsko Sinead Jenningsová                    |
| 2001                       | Lucern          | Irsko Sinead Jenningsová                    | Nizozemsko Mirjam ter Beeková                | Švýcarsko Pia Vogelová                      |
| 2002                       | Sevilla         | Bulharsko Viktorija Dimitrovová             | USA Lisa Schlenkerová                        | Španělsko Teresa Mas De Xaxars              |
| 2003                       | Milán           | Kanada Fiona Milne                          | Chorvatsko Mirna Rajle Brođanacová           | Německo Janet Raduenzelová                  |
| 2004                       | Banyoles        | Německo Nina Gässlerová                     | Spojené království Jo Hammondová             | Finsko Minna Nieminenová                    |
| 2005                       | Kaizu           | Nizozemsko Marit van Eupenová               | Francie Benedicte Dorfmanová                 | Španělsko Teresa Mas De Xaxars Riverová     |
| 2006                       | Eton Lake       | Nizozemsko Marit van Eupenová               | Německo Berit Carowová                       | Španělsko Teresa Mas De Xaxars              |
| 2007                       | Mnichov         | Nizozemsko Marit van Eupenová               | USA Jennifer Goldsacková                     | Kanada Melanie Koková                       |
| 2008                       | Ottensheim      | Švýcarsko Pamela Weisshauptová              | Irsko Sinead Jenningsová                     | Chorvatsko Mirna Rajle Brodanacová          |
| 2009                       | Poznaň          | Švýcarsko Pamela Weisshauptová              | Itálie Laura Milani                          | Dánsko Juliane Rasmussenová                 |
| 2010                       | Karapiro        | Německo Marie-Louise Draegerová             | Nový Zéland Louise Aylingová                 | Itálie Laura Milani                         |
| 2011                       | Bled            | Brazílie Fabiana Beltrameová                | Švýcarsko Pamela Weisshauptová               | Německo Lena Müllerová                      |
| 2012                       | Plovdiv         | Řecko Alexandra Tsiavou                     | Rakousko Michaela Taupe-Traerová             | Bělorusko Alena Kryvašejenková              |
| 2013                       | Čchungdžu       | Rakousko Michaela Taupeová-Traerová         | Řecko Aikaterini Nikolaidouová               | Spojené království Ruth Walczaková          |
| 2014                       | Amsterdam       | Belgie Eveline Pelemanocá                   | Řecko Aikaterini Nikolaidouová               | USA Kathleen Bertková                       |
| 2015                       | Aiguebelette    | Nový Zéland Zoe McBrideová                  | Spojené království Imogen Walshová           | USA Kathleen Bertková                       |
| 2016                       | Rotterdam       | Nový Zéland Zoe McBrideová                  | Švédsko Emma Fredhová                        | Kanada Katherine Sauksová                   |
| 2017                       | Sarasota        | Jižní Afrika Kirsten McCann                 | Nizozemsko Marieke Keijser                   | USA Mary Jones                              |
| 2018                       | Plovdiv         | Francie Laura Tarantola                     | Itálie Clara Guerra                          | Spojené království Imogen Grant             |
| 2019                       | Ottensheim      | Německo Marie-Louise Dräger                 | Japonsko Chiaki Tomita                       | Spojené království Madeleine Arlett         |
| 2021                       | Šanghaj         | závod zrušen kvůli COVIDU                   | závod zrušen kvůli COVIDU                    | závod zrušen kvůli COVIDU                   |
| 2022                       | Račice          | Rumunsko Ionela-Livia Cozmiuc               | Nizozemsko Martine Veldhuis                  | Nový Zéland Jackie Kiddle                   |
| 2023                       | Bělehrad        | Irsko Siobhán McCrohan                      | Mexiko Kenia Lechuga                         | USA Sophia Luwisová                         |

### Dvojka bez kormidelníce lehkých vah
| Rok  | Místo           | Zlato                                                 | Stříbro                                                          | Bronz                                                  |
| ---- | --------------- | ----------------------------------------------------- | ---------------------------------------------------------------- | ------------------------------------------------------ |
| 1995 | Tampere         | USA Christine Collinsová Ellen Minznerová             | Spojené království Alison Brownlessová Jane Hallová              | Dánsko Kristine Jørgensenová Sharon Thilgreenová       |
| 1996 | Motherwell      | USA Christine Smithová-Collinsová Ellen Minznerová    | Spojené království Alison Brownlessová Jane Hallová              | Rumunsko Camelia Macoviciucová Maria Sava              |
| 1997 | Aiguebelette    | Austrálie Eliza Blairová Justine Joyce                | USA Michelle Borkhuisová Linda Muri                              | Spojené království Caroline Hobsonová Malindi Myersová |
| 1998 | Kolín nad Rýnem | Spojené království Juliet Machanová Jo Nitschová      | Argentina Patricia Conteová Elina Urbanová                       | USA Michelle Borkhuisová Linda Muri                    |
| 1999 | Catharines      | USA Linda Muri Rachel Andersonová                     | Spojené království Jane Hallová Milindi Myersová                 | Zimbabwe Nicola Daviesová Jill Lancasterová            |
| 2000 | Záhřeb          | Spojené království Malindi Myersová Miriam Taylorová  | USA Stacey Borgmanová Catherine Humbletová                       | Německo Janet Raduenzelová Gunda Reimersová            |
| 2001 | Lucern          | Spojené království Sarah Birchová Jo Nitschová        | USA Suzanne Waltherová Michelle Borkhuisová                      | Argentina Patricia Conteová Elina Urbanová             |
| 2002 | Sevilla         | Spojené království Naomi Ashcroftová Leonie Barronová | Chile Paola Rodriguezová Gallardová Carolina Godoyová Alarconová | Španělsko Maria Almuedo Castillo Beatriz Casanueva     |
| 2003 | Milán           | Rumunsko Alina Scurtu Mihaela Niga                    | Spojené království Julia Warrenová Michelle Dollimore            | Řecko Elpida Grigoriadouová Angeliki Gkremouová        |

- Ukončeno

### Párová čtyřka lehkých vah
| Rok  | Místo           | Zlato                                                                                        | Stříbro                                                                                  | Bronz                                                                                          |
| ---- | --------------- | -------------------------------------------------------------------------------------------- | ---------------------------------------------------------------------------------------- | ---------------------------------------------------------------------------------------------- |
| 1997 | Aiguebelette    | Německo Christiane Brandová Nicole Faustová Christine Morawitzová Gunda Reimersová           | Kanada Nathalie Benzingová Brie Ellardová Renata Trocová Samara Walbohmová               | Nizozemsko Hedi Pootová Brechtje van Eijcková Sigrid Winkelhuisová Floortje van Eijcková       |
| 1998 | Kolín nad Rýnem | Německo Nicole Faustová Anna Kleinzová Christine Morawitzová Valerie Viehoffová              | USA Cassandra Cunninghamová Sara Den Bestenová Cesar Peirano Lisa Schlenkerová           | Řecko Chrysi Biskitziová Angeliki Gkremouová Evangelia Kokkinouová Irini Zoraová               |
| 1999 | Catharines      | USA Molly Brocková Mary Angie Cumminsová Sara Den Bestenová Sherri Kiklasová                 | Německo Angelika Brandová Maja Tarmstadtová Anna Kleinzová Christine Morawitzová         | Kanada Nathalie Benzingová Tracy Duncanová Katrina Scottová Renata Trocová                     |
| 2000 | Záhřeb          | Německo Maja Darmstadtová Michelle Darvillová Anna Kleinzová Karin Stephanová                | Austrálie Eliza Blairová Sally Causby Amber Halliday Catriona Roachová                   | Čína Meiyun Tan Yanni Wang Yue Sun Xiujuan Song                                                |
| 2001 | Lucern          | Austrálie Catriona Roachová Sally Causby Amber Halliday Josephine Lipsová                    | USA Marny Jaastadová Abigail Cromwellová Jennifer Edwardsová Stacey Borgmanová           | Nizozemsko Mariel Pikkemaatová Maud Klinkersová Aukje Zuidema Hedi Pootová                     |
| 2002 | Sevilla         | Austrálie Zita van de Walle Marguerite Houstonová Miranda Bennettová Hannah Everyová-Hallová | Nizozemsko Mariel Pikkemaatová Mirjam ter Beeková Judith van Osová Maud Klinkersová      | USA Anne Finke Abigail Cromwellová Michelle Borkhuisová Wendy Tripicianová                     |
| 2003 | Milán           | Čína Quan Li Yanping Deng Meiyun Tan Weijuan Zhou                                            | Nizozemsko Mariel Pikkemaat Danielle Broekhuizen Anne van Drumpt Judith van Os           | Austrálie Bronwen Watsonová Sally Newmarchová Marguerite Houstonová Miranda Bennettová         |
| 2004 | Banyoles        | Čína Yanni Wang Yanping Deng Meiyun Tan Weijuan Zhou                                         | Kanada Gen Meredithová Sheryl Prestonová Shona Mclarenová Elizabeth Urbachová            | USA Maria Picone Mary Obidinski Julie Nicholsová Renee Hykelová                                |
| 2005 | Kaizu           | Kanada Tracy Cameronová Mara Jonesová Elizabeth Urbachová Melanie Koková                     | Dánsko Kirsten Jepsenová Maria Pertlová Katrin Olsenová Juliane Rasmussenová             | Spojené království Tanya Brady Lorna Norrisová Hester Goodsellová Naomi Hoogestegerová         |
| 2006 | Eton Lake       | Čína Yu Hua Chen Haixia Fan Xuefei Liu Jing                                                  | Dánsko Kirsten Jepsenová Sine Christiansenová Katrin Olsenová Juliane Rasmussenová       | Spojené království Laura Ralstonová Lindsay Dicková Hester Goodsellová Sophie Hoskingová       |
| 2007 | Mnichov         | Austrálie Bronwen Watsonová Miranda Bennettová Alice McNamara Tara Kelly                     | Spojené království Sophie Hoskingová Laura Greenhalghová Mathilde Paulsová Jane Hallová  | Čína Jing Liu Jing Jia Hua Yu Shimin Yan                                                       |
| 2008 | Ottensheim      | Austrálie Ingrid Fengerová Bronwen Watsonová Miranda Bennettová Alice McNamarová             | Polsko Monika Myszková Magdalena Kemnitzová Weronika Dereszová Ilona Mokronowska         | USA Elizabeth Petersová Wendy Tripicianová Rebecca Smithová Hannah Moore                       |
| 2009 | Poznaň          | Německo Lena Müllerová Helke Nieschlagová Laura Tibitanzlová Julia Kroegerová                | Spojené království Stephanie Cullenová Laura Greenhalghová Andrea Dennisová Jane Hallová | USA Hillary Saegerová Lindsey Hochmanová Stefanie Sydliková Abelyn Broughtonová                |
| 2010 | Karapiro        | Německo Lena Muellerová Daniela Reimerová Anja Noske Marie-Louise Draegerová                 | USA Victoria Burke Kristin Hedstromová Ursula Groblerová Abelyn Broughtonová             | Čína Yan Shimin Wang Xinnan Liu Jing Liu Tingting                                              |
| 2011 | Bled            | Spojené království Stephanie Cullenová Imogen Walshová Kathryn Twymanová Andrea Dennisová    | Čína Pan Dandanová Tang Chanjuan Liu Jing Yan Xiaohua                                    | USA Hillary Saegerová Nicole Dinionová Lindsey Hochmanová Katherine Robinsonová                |
| 2012 | Plovdiv         | Polsko Magdalena Kemnitzová Jaclyn Halková Agnieszka Rencová Weronika Dereszová              | Dánsko Helene Olsenová Sarah Juergensenová Christina Pultzová Sarah Christensenová       | Itálie Giulia Pollini Enrica Marasca Elena Coletti Erika Bello                                 |
| 2013 | Čchungdžu       | Nizozemsko Mirte Kraaijkampová Maaike Headová Rianne Sigmondová Marie-Anne Frenkenová        | USA Rachel Stortvedtová Hillary Saegerová Helen Tompkinsová Nancy Milesová               | Itálie Greta Masserano Enrica Marasca Giulia Pollini Eleonora Trivella                         |
| 2014 | Amsterdam       | Nizozemsko Mirte Kraaijkampová Elisabeth Woernerová Maaike Headová Ilse Paulisová            | Austrálie Laura Dunnová Sarah Poundová Maia Simmondsová Hannah Everyová-Hallová          | Německo Katrin Thoma Judith Anlaufová Wiebke Heinová Leonie Pieperová                          |
| 2015 | Aiguebelette    | Německo Katrin Thomová Leonie Pieperová Lena Müllerová Anja Noskeová                         | Spojené království Brianna Stubbsová Ruth Walczaková Emily Craigová Eleanor Piggottová   | Nizozemsko Anne Marie Schonková Mirte Kraaijkampová Elisabeth Woernerová Marie-Anne Frenkenová |
| 2016 | Rotterdam       | Spojené království Brianna Stubbsová Emily Craigová Imogen Walshová Eleanor Piggottová       | Německo Judith Anlaufová Leonie Pieperová Lena Reussová Katrin Thomaová                  | Čína Xuan Xulianová Zhang Weixiaoová Zhang Weimiaoová Yan Xiaohuaová                           |
| 2017 | Sarasota        | Itálie Asja Maregotto Paola Piazzolla Federica Cesarini Giovanna Schettino                   | Austrálie Amy James Alice Arch Georgia Miansarow Georgia Nesbitt                         | Čína Xuan Xulian Shen Ling Pan Dandan Chen Fang                                                |
| 2018 | Plovdiv         | Čína Wu Qiang Liang Guoru Chen Fang Pan Dandan                                               | Dánsko Trine Toft Andersen Aja Runge Holmegaard Juliane Rasmussen Mathilde Persson       | Německo Fini Sturm Caroline Meyer Ladina Meier Anja Noske                                      |
| 2019 | Ottensheim      | Itálie Giulia Mignemi Greta Martinelli Silvia Crosio Arianna Noseda                          | Čína Cheng Mengyin Wu Qiang Chen Fang Yuan Xiaoyu                                        | Německo Fini Sturm Vera Spanke Leonie Pieper Leonie Pless                                      |
| 2021 | Šanghaj         | závod zrušen kvůli COVIDU                                                                    | závod zrušen kvůli COVIDU                                                                | závod zrušen kvůli COVIDU                                                                      |
| 2022 | Račice          | Itálie GIlaria Corazza iulia Mignemi Silvia Crosio Arianna Noseda                            | Žádná udělena (nedostatek účastníků)                                                     | Žádná udělena (nedostatek účastníků)                                                           |

### Párová čtyřka s kormidelníci
| Rok  | Místo            | Zlato | Stříbro | Bronz |
| ---- | ---------------- | --- | --- | --- |
| 1974 | Lucern           | Východní Německo Roswietha Reichelová Ursula Wagnerová Jutta Lauová Sybille Tietzeová Liane Buhrová (k)              | Rumunská socialistická republika Ioana Tudoranová Elisabeta Lazărová Doina Bardasová Teodora Boicu Elena Giurcă (k)           | Sovětský svaz Naděžda Šerbaková Natalia Gorodilovová Valentina Ivčenková Antonina Mariškinová Irina Mojsejenková (k)        |
| 1975 | Nottingham       | Východní Německo Roswietha Reichelová Ursula Ungerová Jutta Lauová Anke Grünbergová Liane Buhrová (k)                | Bulharská lidová republika Iskra Velinovová Verka Alexievová Trajanka Vladimirovová Světlana Ginčevová Stanka Vrakilovová (k) | Sovětský svaz Naděžda Šerbaková Valentina Ivčenková Galina Běljajevová Antonina Mariškinová Irina Mojsejenková (k)          |
| 1976 | Villach          | závod nebyl na programu                                                                                              | závod nebyl na programu | závod nebyl na programu |
| 1977 | Amsterdam        | Východní Německo Sybille Tietzeová Viola Poleyová Petra Boeslerová Sabine Gustová Elke Rostová (k)                   | Rumunská socialistická republika Maria Mosneagu Felicia Afrăsiloaie Aneta Marinová Veronica Juganaru Elena Giurcă (k)         | Bulharská lidová republika Rosica Spasovová Anka Bakovová Rumeljana Bončevová Penka Gočevová Anka Georgievová (k)           |
| 1978 | Karapiro a Kodaň | Bulharská lidová republika Anka Bakovová Dolores Nakovová Rosica Spasovová Rumeljana Bončevová Anka Georgijevová (k) | Západní Německo Sabine Reuterová Petra Finkeová Veronika Waltengová Anne Dickmannová Kathrien Plückhahnová (k)                | Sovětský svaz Reet Palmová Jelena Chlopcevová Olga Vasilčenková Nadeschda Kosotschkina Naděžda Černyšovová (k)              |
| 1979 | Bled             | Východní Německo Sybille Tietzeová Christine Röpkeová Jutta Lauová Roswietha Reichelová Liane Buhrová (k)            | Bulharská lidová republika Anka Bakovová Dolores Nakovová Rumeljana Bončevová Mariana Serbesovová Ani Filipovová (k)          | Rumunská socialistická republika Maria Micșa Aneta Mihaly Sofia Corbanová Veronica Juganaru Elena Giurcă (k)                |
| 1980 | Hazewinkel       | závod nebyl na programu                                                                                              | závod nebyl na programu | závod nebyl na programu |
| 1981 | Mnichov          | Sovětský svaz Taťána Danilovová Olga Kaspinivá Jelena Chlopcevová Larisa Popovová Maria Zemskovová-Korotkovová (k)   | Východní Německo Heidi Westphalová Birka Brandtová-Fenglerová Cornelia Linseová Jutta Schenková-Plochová Jenny Gerberová (k)  | Rumunská socialistická republika Aneta Mihaly Valeria Răcilă Sofia Corbanová Olga Homeghi Ecaterina Oancia (k)              |
| 1982 | Lucern           | Sovětský svaz Larisa Popovová Jelena Chlopcevová Olga Kaspinová Taťána Baškatovová Maria Zemskovová-Korotkovová (k)  | Východní Německo Jutta Hampeová-Behrendtová Heidi Westphalová Cornelia Linseová Jutta Schenková-Plochová Elke Rostová (k)     | Rumunská socialistická republika Maria Micșaová Maricica Țăranová Elisabeta Lipăová Sofia Corbanová Ecaterina Oanciaová (k) |
| 1983 | Duisburg         | Sovětský svaz Taťána Baškatovová Olga Kaspinová Jelena Chlopcevová Larisa Popovová Maria Zemskovová-Korotkovová (k)  | Východní Německo Kerstin Kirstová Kerstin Försterová-Pielothová Cornelia Linseivá Sylvia Schwabeová Andrea Rostová (k)        | Bulharská lidová republika Stefka Madinová Teodora Lazarovová Margarita Dobčevová Violeta Ninovová Greta Georgievová (k)    |